# Gligbeuadji
Gligbeuadji – miasto w Wybrzeżu Kości Słoniowej, w dystrykcie Bas-Sassandra, w regionie San-Pédro, w departamencie San-Pédro.